# ロリス・カリウス
ロリス・スヴェン・カリウス（Loris Sven Karius, 1993年6月22日 - ）は、ドイツ・バーデン＝ヴュルテンベルク州ビーベラッハ・アン・デア・リース出身のサッカー選手。2. ブンデスリーガ・シャルケ04所属。ポジションはゴールキーパー。

## 来歴
2009年からイングランド・マンチェスター・シティFCのユースチームに所属していた。その後ドイツへ帰り、2012年に1.FSVマインツ05でプロデビューを果たす。
2016年5月24日、リヴァプールFCに移籍した。ユルゲン・クロップ監督が連れてきたGKとあって、当初シモン・ミニョレに代わり正ゴールキーパーと考えられていたが、不安定なパフォーマンスが多く、控えGKとなる。それでも2017-18年シーズンの12月頃からは安定したパフォーマンスを見せ、再び正GKに返り咲きプレーした。しかし、2018年5月26日、リヴァプールの正GKとしてCL決勝レアル・マドリード戦の地に立ったが、後半6分に投げたボールをカリム・ベンゼマに当ててしまい先制されると、続く83分にはガレス・ベイルの放った無回転弾をファンブルするというミスを犯して3点目を与えてしまった。2つの致命的なミスの影響を大きく受けて、快進撃を続けたチームは1-3で敗れ、優勝を逃す結果となった。試合後、カリウスは涙を流してサポーターに謝罪したが、世界中のサポーターから批判の声が多く上がり、リヴァプールOBのディートマー・ハマンはその様子に苦言を呈している。
試合後にチャンピオンズリーグ決勝での2つの致命的なミスはチームメイトがセルヒオ・ラモスを押し倒した際に接触したことによる一時的な脳震盪の所為だと本人は仄めかしたが、翌シーズン、7月10日に行われたプレシーズンマッチ・トランメア・ローヴァーズFC戦でまたもキャッチミスをするなど不安定なプレーが散見され、実力不足の声が多く上がった。監督のユルゲン・クロップはカリウスを擁護したものの、実力不足なのは明白であったため、新しくASローマからアリソン・ベッカーを獲得した。2018年8月25日にベシクタシュJKへ、契約期間2年でのローン移籍が発表された。
ベシクタシュでは正GKの座に落ち着いたが、監督との不仲やクラブ側の給料未払いの問題もあり退団も希望する。さらには恋人の車が落書きの被害を受けるなど、サポーターからの信頼も薄れた。一旦は批判の声が落ち着いたものの、 2019-20シーズン開始直後のUEFAヨーロッパリーググループステージ・ŠKスロヴァン・ブラチスラヴァでルーズボールの処理を見誤り失点したことでサポーターからの批判が再燃した。
2020年5月4日、ベシクタシュとのレンタル契約終了を発表。形式上リヴァプールに復帰したものの、事実上構想外となっており、9月には1.FCウニオン・ベルリンへのローン移籍の可能性が報じられ、同月28日にウニオンへのローン移籍が決定した。
しかしウニオンでも試合に出場すれば不安定なパフォーマンスであり、出場機会を確保できず、2020-21シーズンの公式戦出場は5試合に留まり、レンタルバックした2021-22シーズンは公式戦出場機会がなかった。シーズン終了後はフリーとなったが、9月12日にカール・ダーロウが負傷し控えGKを必要としていたニューカッスル・ユナイテッドFCへの加入が発表された。2023年1月までの短期契約で、シーズン終了までの延長オプションが付帯する。同シーズンのカラバオカップ決勝のマンチェスター・ユナイテッド戦では正GKニック・ポープの出場停止などの理由により、第3GKでありながらも先発出場、好セーブも見せたが、チームは敗れた。2023-24シーズンもチームに残留することとなった。

## 個人成績
2023-24シーズン終了時点
| クラブ                       | シーズン     | リーグ         | リーグ戦 | リーグ戦 | カップ戦 | カップ戦 | リーグ杯 | リーグ杯 | 国際大会 | 国際大会 | その他 | その他 | 合計 | 合計 |
| クラブ                       | シーズン     | リーグ         | 出場     | 得点     | 出場     | 得点     | 出場     | 得点     | 出場     | 得点     | 出場   | 得点   | 出場 | 得点 |
| ---------------------------- | ------------ | -------------- | -------- | -------- | -------- | -------- | -------- | -------- | -------- | -------- | ------ | ------ | ---- | ---- |
| マインツ                     | 2012–13      | ブンデスリーガ | 1        | 0        | 0        | 0        | -        | -        | -        | -        | 0      | 0      | 1    | 0    |
| マインツ                     | 2013–14      | ブンデスリーガ | 23       | 0        | 0        | 0        | -        | -        | -        | -        | 0      | 0      | 23   | 0    |
| マインツ                     | 2014–15      | ブンデスリーガ | 33       | 0        | 1        | 0        | -        | -        | 2        | 0        | 0      | 0      | 36   | 0    |
| マインツ                     | 2015–16      | ブンデスリーガ | 34       | 0        | 2        | 0        | -        | -        | -        | -        | 0      | 0      | 36   | 0    |
| マインツ                     | 通算         | 通算           | 91       | 0        | 3        | 0        | -        | -        | 2        | 0        | 0      | 0      | 96   | 0    |
| リヴァプール                 | 2016-17      | プレミアリーグ | 10       | 0        | 3        | 0        | 3        | 0        | -        | -        | 0      | 0      | 16   | 0    |
| リヴァプール                 | 2017-18      | プレミアリーグ | 19       | 0        | 1        | 0        | 0        | 0        | 13       | 0        | 0      | 0      | 33   | 0    |
| リヴァプール                 | 2021-22      | プレミアリーグ | 0        | 0        | 0        | 0        | 0        | 0        | 0        | 0        | 0      | 0      | 0    | 0    |
| リヴァプール                 | 通算         | 通算           | 29       | 0        | 4        | 0        | 3        | 0        | 13       | 0        | 0      | 0      | 49   | 0    |
| ベシクタシュ                 | 2018-19      | スュペル・リグ | 30       | 0        | 0        | 0        | -        | -        | 5        | 0        | 0      | 0      | 35   | 0    |
| ベシクタシュ                 | 2019-20      | スュペル・リグ | 25       | 0        | 2        | 0        | -        | -        | 5        | 0        | 0      | 0      | 32   | 0    |
| ベシクタシュ                 | 通算         | 通算           | 55       | 0        | 2        | 0        | -        | -        | 10       | 0        | 0      | 0      | 67   | 0    |
| ウニオン・ベルリン (loan)    | 2020-21      | ブンデスリーガ | 4        | 0        | 1        | 0        | -        | -        | -        | -        | 0      | 0      | 5    | 0    |
| ウニオン・ベルリン (loan)    | 通算         | 通算           | 4        | 0        | 1        | 0        | -        | -        | -        | -        | 0      | 0      | 5    | 0    |
| ニューカッスル・ユナイテッド | 2022-23      | プレミアリーグ | 0        | 0        | 0        | 0        | 1        | 0        | -        | -        | -      | -      | 1    | 0    |
| ニューカッスル・ユナイテッド | 2023-24      | プレミアリーグ | 1        | 0        | 0        | 0        | 0        | 0        | 0        | 0        | -      | -      | 1    | 0    |
| ニューカッスル・ユナイテッド | 通算         | 通算           | 1        | 0        | 0        | 0        | 1        | 0        | 0        | 0        | -      | -      | 2    | 0    |
| キャリア通算                 | キャリア通算 | キャリア通算   | 207      | 0        | 10       | 0        | 4        | 0        | 25       | 0        | 246    | 0      |      |      |

| クラブ    | シーズン | リーグ           | リーグ戦 | リーグ戦 | 合計 | 合計 |
| クラブ    | シーズン | リーグ           | 出場     | 得点     | 出場 | 得点 |
| --------- | -------- | ---------------- | -------- | -------- | ---- | ---- |
| マインツⅡ | 2011-12  | レギオナルリーガ | 18       | 0        | 18   | 0    |
| マインツⅡ | 2012-13  | レギオナルリーガ | 6        | 0        | 6    | 0    |
| マインツⅡ | 2013-14  | レギオナルリーガ | 3        | 0        | 3    | 0    |
| 総通算    | 総通算   | 総通算           | 27       | 0        | 27   | 0    |